# Pescado salado - estilo cantonés

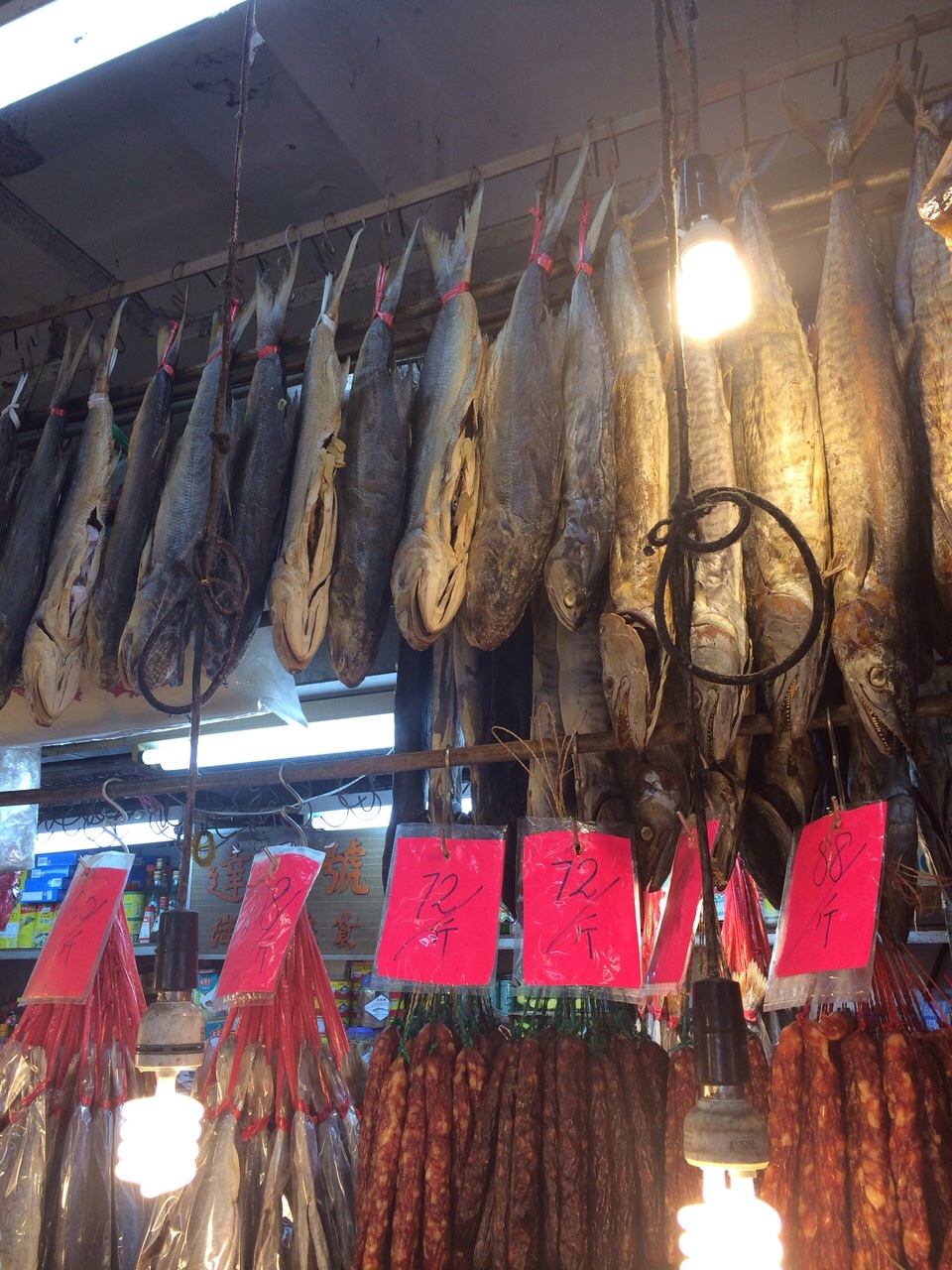
Pescado salado cantonés

El pescado salado al estilo cantonés (en chino tradicional, 廣東鹹魚; en chino simplificado, 广东咸鱼; pinyin, Guǎngdōngxiányú; Yale cantonés, Gwong2 Dung1 Haam4 Yu2; también conocido como "Pescado salado, estilo chino") es un alimento tradicional chino originario de la provincia de Guandong (Cantón). Es pescado preservado o curado con sal, y fue un alimento básico en Guandong. Históricamente se ganó el apodo de "comida de los pobres" ya que su extrema salinidad era útil para agregar variedad a las comidas más sencillas a base de arroz. Se encontró que el pescado salado al estilo chino estaba en la lista del Grupo 1 de cancerígenos conocidos,    aunque ya se sospechaba y se estudiaba su relación con el cáncer desde la década de 1960 debido a la incidencia alta de cáncer nasofaríngeo, un tipo extremadamente raro de cáncer de nariz y cabeza que ahora se sabe está vinculado a un alto consumo de este plato. 

## Historia
Antiguamente, ciudades grandes como Guangzhou en el sur de China han tenido grandes poblaciones sin acceso a ningún tipo de preservación de alimentos. Para superar el pudrimiento de la carne a temperatura ambiente, un número de métodos se volvieron populares, tales como el envasado y elsalado. La provincia costera de Guangdong incluye al pescado como una fuente principal de alimentos. Por lo tanto los esfuerzos de preservación se enfocaron principalmente en el pescado, y la eventual convergencia de esas técnicas dio lugar al plato.
La presencia de sal común, cloruro de sodio, ayuda a preservar el pescado salado, a través de la inhibición del crecimiento bacteriano. Cuando la solución de sal, o salmuera, es más concentrada—específicamente, tiene un potencial de agua más bajo—que el fluido del tejido del pescado, la osmosis ocurrirá. Las moléculas de agua pasarán del tejido del pescado (potencial de agua más alta) a la salmuera (potencial de agua más baja) hasta las moléculas de agua en estas dos soluciones se hayan distribuido uniformemente. Esto se conoce como un entorno hipertónico. La mayoría de las bacterias no pueden sobrevivir en tal entorno, ya que sus células se encogen y la función biológica normal no puede continuar, eventualmente terminando en lisis. Esto le confiere las propiedades antisépticas, de ahí el poder de preservación de la sal.

## Variedades

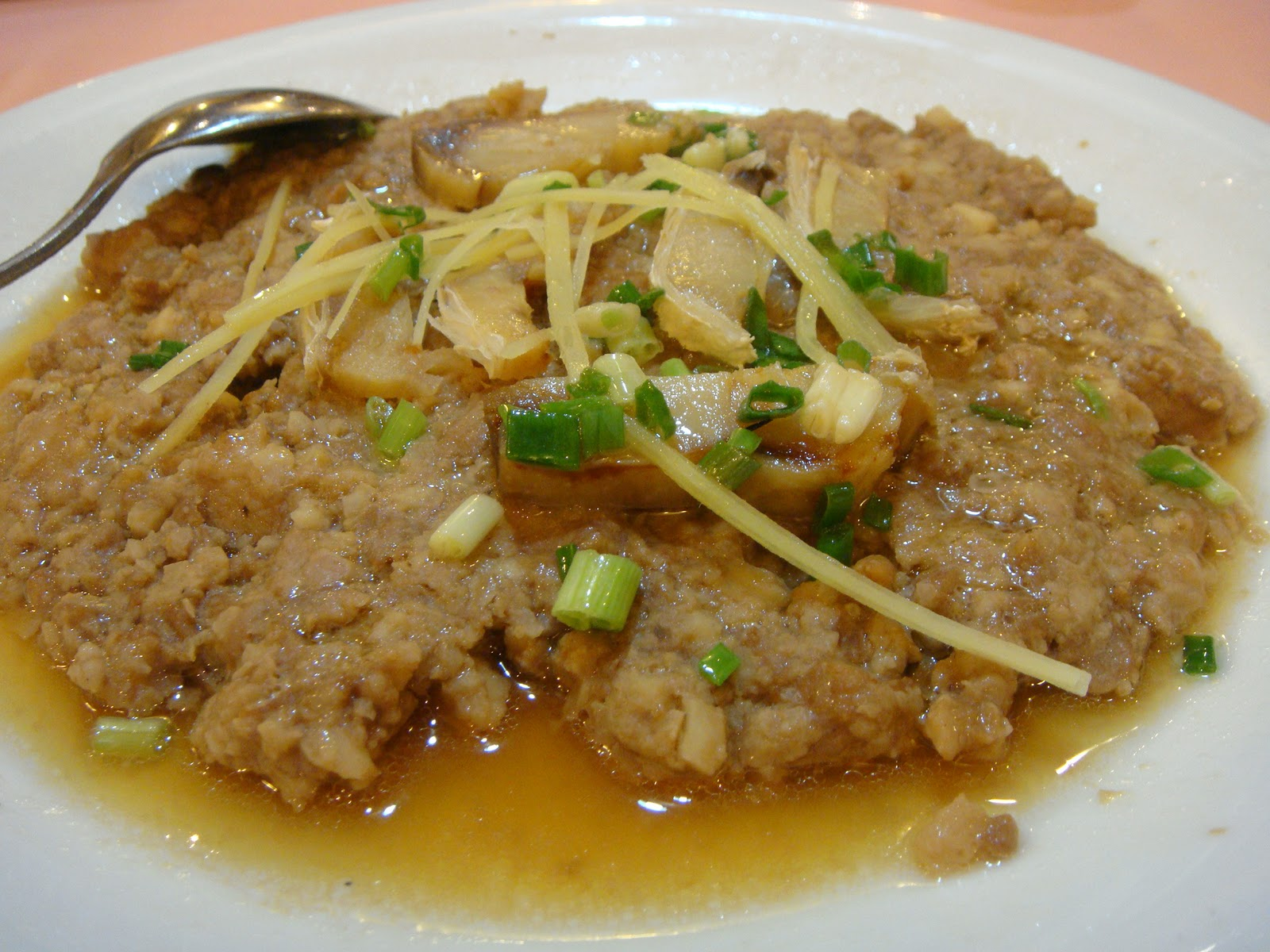
Empanada de carne al vapor con pescado salado

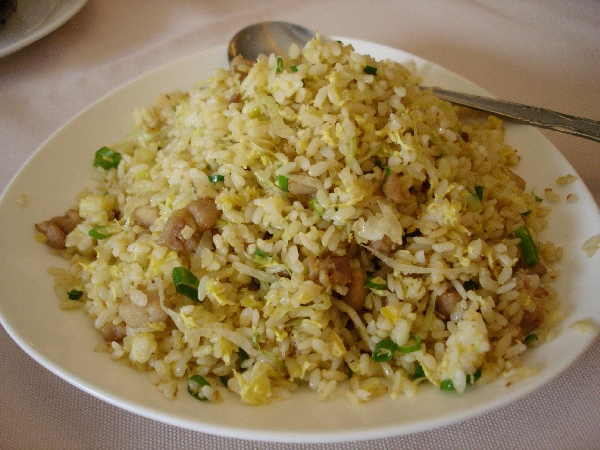
Arroz frito con pollo y pescado salado

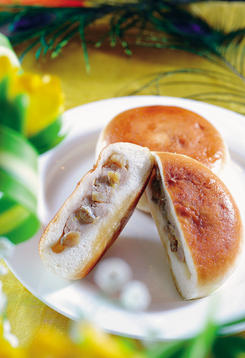
Panecillo de pescado salado

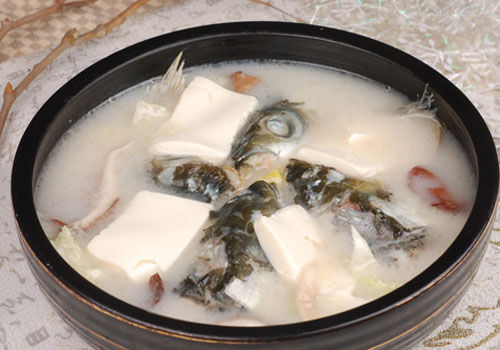
Cabeza de pescado salado con sopa de tofu

Una gama amplia de especies de pescado puede ser preparada como pescado salado cantonés. Los más comunes son Eleutheronema tetradactylum (mayau (馬友)) y Ilisha elongata (鰽白). Otros tipos de peces, como Pseudosciaena crocea (黃花魚) y Bahaba taipingensis (白花魚) también pueden ser utilizados.
Además de los tipos diferentes de peces, el pescado salado cantonés puede ser dividido en dos tipos principales: méi-xiāng (chino: ; : ) y shí-ròu (chino: ; : ). Para el pescado salado méi-xiāng (fragante), pescado con cuerpos más gruesos como el Scomberomorus (jiaoyu (鮫魚)) y mayau son los preferidos. Toma de 7–8 días para el pescado salado méi-xiāng fermentar, después de lo cual se sazona con sal y secado en el sol. El pesado salado estilo Méi-xiāng tiene un intenso sabor salado y fragante lo que lo hace inadecuado para comer sin compañía. El pescado salado estilo Méi-xiāng, ya sea crudo o después de cocerlo al vapor, es usualmente desmenuzado o cortado en pequeños pedazos y utilizado como aderzo en condimentos.
El pescado salado Shí-ròu (實肉) (de carne firme) no necesita ser fermentado, es preparado al condimentarlo seguido de luz solar directa y secado al viento. Pescados con cuerpos más delgados como Ilisha elongata son normalmente utilizados para preparar shí-ròu. A diferencia de méi-xiāng, shí-ròu puede ser comido directamente sin acompañamientos después de freírlos o de cocinarlos con vapor.

## Preparación
En Tai O, un método de marinado vertical (插鹽) es la manera más popular de preparar el pescado salado al estilo cantonés. En este método, peces tales como la Ilisha elongata y mayau primero se destriparán y luego se lavarán. Los peces limpios son insertados cabeza abajo verticalmente dentro de un montón de sal. Bajo la gravedad, los líquidos pueden fluir fuera de la boca de los peces. Con este método, el pescado salado se puede mantener lo más seco posible.

## Platos
Arroz hervido con pescado salado al vapor
Esto es pescado salado servido en su forma más simple. Se coloca un trozo de pescado salado sobre el arroz hervido mientras se cocina, el vapor del arroz también cocina el pescado. Una vez que el arroz ha terminado de cocinarse al pescado se lo desmenuza con la punta de un par de palillos, se retiran las espinas y la carne se mezcla con el arroz.
Empanada de carne al vapor con pescado salado ( 鹹魚蒸肉餅)
Esto es un plato muy popular entre los restaurantes locales y algunas cadenas de restaurantes. Es también un plato casero extremadamente común.
Arroz frito con pollo y pescado salado ( 鹹魚雞粒炒飯)
La mayoría de los cha chaan tengs tienen este plato y es popular entre la gente local.
Panecillo de pescado salado (鹹魚大包)
El panecillo de pescado salado era uno de los platos favoritos del emperador Kangxi de la dinastía Qing. Es una clase de baozi (panecillo chino al vapor) con un relleno de rodajas de cerdo y pescado salado.
Cabeza de pescado salado con sopa de tofu (鹹魚頭豆腐湯)
Los ingredientes de esta sopa incluyen jengibre, pescado salado, y tofu.